# Zagreus
Dionysos Zagreus este zeitatea centrală a cultului orfic, protectorul agriculturii și al femeilor care nasc. Zagreus provine ca teonim din Tracia, unde era cunoscut drept fiul zeiței solare Heptis. Cultul acesteia a influențat la rândul său orfismul, în special practicile lui inițiatice.
Potrivit textelor orfice Dionysos Zagreus, fiul lui Hades și al Persefonei, a fost ucis și mâncat de către titani. Doar inima i-a fost salvată de către Atena. Cu ajutorul ei, Zeus  l-a zămislit din nou pe zeu, cu Semele, sub avatarul de Dionysos Lyseus (sau Lyaeus), zeul vinului și al orgiilor.
Cercetătorii descoperă în această divinitate multe trăsături orientale, adăugate zeului grec Dionysos.  Pindar, Euripide și Strabon sunt primii care-l identifică pe zeul orficilor cu Sabazios, fiul unei Zeițe-Mame venerată în Asia Mică, probabil de frigieni sau de fenicieni (Pindar fr. 79. Eurip. fr. 472, Strabon X 3, 10). Însă ca Sabazios era câteodată desemnată și reprezentarea lui Zeus, ceea ce explică tendințele orfismului de a-l înlocui pe tatăl zeilor cu fiul său Dionis în unirea cu Zeița Mamă. Cultul acestei zeițe era asemănător cu cel al Cybelei și al zeiței trace Bendis, luând forme orgiastice. Pe deasupra, un Sabazios al tracilor este identificat și cu Apollo, ceea ce denotă natura heteroclită a zeului orficilor.